# Favonigobius melanobranchus
Favonigobius melanobranchus е вид лъчеперка от семейство Попчеви (Gobiidae).

## Разпространение
Видът е разпространен в Мозамбик и Южна Африка.